# Yolgözler, Malazgirt
Yolgözler là một xã thuộc huyện Malazgirt, tỉnh Muş, Thổ Nhĩ Kỳ. Dân số thời điểm năm 2011 là 290 người.